# والتر ستانلي
والتر ستانلي (بالإنجليزية: Walter Stanley)‏ هو لاعب كرة قدم أمريكية أمريكي، ولد في 5 نوفمبر 1962 في شيكاغو في الولايات المتحدة.

## وصلات خارجية
- والتر ستانلي على موقع مرجع كرة القدم المحترفة.كوم (الإنجليزية)